# Kuromatsunai
Kuromatsunai (黒松内町, Kuromatsunai-chō) est un bourg du district de Suttsu, situé dans la préfecture de Hokkaidō, au Japon.

## Toponymie
Le toponyme « Kuromatsunai » est d'origine aïnoue, peuple autochtone de l'île de Hokkaidō.

## Géographie

### Situation
Le bourg de Kuromatsunai est situé dans la partie sud de la sous-préfecture de Shiribeshi sur l'île de Hokkaidō. Il se trouve à une égale distance d'environ 100 km de Sapporo au nord-est et Hakodate au sud-est. Sa partie nord n'est qu'à quelques centaines de mètres de la mer du Japon et sa partie sud-est fait face à l'océan Pacifique.
Le bourg est couvert à 41 % par des forêts et 1 % de sa superficie est consacré à l'agriculture.

### Démographie
Au 1er juin 2015, la population de Kuromatsunai s'élevait à 3 024 habitants répartis sur une superficie de 345,47 km2. Elle est en baisse constante depuis le début des années 1950, passant de 7 438 habitants en 1955 à 3 457 en 2010.

### Climat
Dans le bourg de Kuromatsunai, le printemps et l'été sont relativement froids du fait du brouillard venu de l'océan Pacifique. L'hiver est sous l'influence de vents venus de la mer du Japon et qui amènent plus de deux mètres de neige par an.

## Histoire
En 1833, un  shukuba  (relais) est créé par un membre du clan Matsumae sur l'axe de circulation sud-ouest de l'île de Hokkaidō. En 1871, une colonie de peuplement s'y installe.
En 1903, la création d'une gare de chemin de fer relance le développement économique du village.
En 1955, trois villages, dont le village de Kuromatsunai, sont regroupés pour former le village de Miwa.
En 1959, le village de Miwa devient le bourg de Kuromatsunai.

## Économie
Le bourg de Kuromatsunai est essentiellement une commune agricole qui produit des légumes et du riz. Il entretient aussi un élevage de bovins et de porcins et une production de lait et de ses produits dérivés comme du fromage.

## Culture locale et patrimoine
Le bourg de Kuromatsunai est réputé dans tout le Japon pour sa forêt de hêtres du Japon classée monument naturel national en 1928,. Il est membre de l'association Les Plus Beaux Villages du Japon depuis 2011.

## Symboles municipaux
L'arbre symbole du bourg de Kuromatsunai est le hêtre du Japon et son oiseau symbole le pic noir qui protège le hêtre des insectes.
Sa bannière est composée du sinogramme japonais : 黒 (noir) stylisé, au centre, et de trois feuilles de pin qui rappellent que le bourg est issu de la fusion de trois anciens villages. Le trait épais de chaque feuille symbolise la santé alors que le trait fin la générosité. Les formes rondes suggèrent la paix et l'harmonie.